# Калинница
Калинница — деревня в Шимском районе Новгородской области в составе Шимского городского поселения.

## География
Находится в западной части Новгородской области на расстоянии приблизительно 14 км на восток-юго-восток по прямой от районного центра поселка Шимск к югу от озера Ильмень.

## История
На карте 1847 года уже была обозначена как поселение с 21 двором. В 1909 году здесь (деревня Старорусского уезда Новгородской губернии) было учтено 38 дворов

## Население
Численность населения: 202 человека (1909 год), 8 (русские 100 %) в 2002 году, 6 в 2010.